# Эспесет, Роберт
Роберт Дуглас Эспесет младший (англ. Robert Douglas Espeseth, Jr.; род. 25 октября 1953, Филадельфия, Пенсильвания) — американский гребец, выступавший за сборную США по академической гребле в период 1979—1988 годов. Бронзовый призёр летних Олимпийских игр в Лос-Анджелесе, чемпион мира, победитель и призёр многих регат национального значения. Также известен как тренер по гребле.

## Биография
Роберт Эспесет родился 25 октября 1953 года в городе Филадельфия, штат Пенсильвания.
Занимался академической греблей во время учёбы в Висконсинском университете в Мадисоне, состоял в местной гребной команде, неоднократно принимал участие в различных студенческих регатах. Окончил университет в 1975 году, получив учёную степень в области общественного управления. Позже поступил в Иллинойсский университет, где в 1983 году получил степень магистра делового администрирования.
Дебютировал в гребле на взрослом международном уровне в сезоне 1979 года, когда вошёл в основной состав американской национальной сборной и выступил на чемпионате мира в Бледе, где в зачёте распашных рулевых четвёрок занял итоговое четвёртое место.
Входил в состав олимпийской сборной, которая должна была участвовать в летних Олимпийских играх 1980 года в Москве, однако Соединённые Штаты вместе с несколькими другими западными странами бойкотировали эти соревнования по политическим причинам. Много лет спустя за пропуск этой Олимпиады Эспесет был награждён Золотой медалью Конгресса США.
В 1983 году на мировом первенстве в Дуйсбурге финишировал шестым в безрульных четвёрках.
Благодаря череде удачных выступлений удостоился права защищать честь страны на домашних Олимпийских играх 1984 года в Лос-Анджелесе. В программе рулевых двоек пришёл к финишу третьим позади экипажей из Италии и Румынии — тем самым завоевал бронзовую олимпийскую медаль.
После лос-анджелесской Олимпиады Эспесет остался в составе гребной команды США на ещё один олимпийский цикл и продолжил принимать участие в крупнейших международных регатах. Так, в 1986 году в безрульных четвёрках он одержал победу на чемпионате мира в Ноттингеме.
В 1987 году побывал на мировом первенстве в Копенгагене, откуда привёз награду бронзового достоинства, выигранную в той же дисциплине.
Находясь в числе лидеров американской национальной сборной, благополучно прошёл отбор на Олимпийские игры 1988 года в Сеуле. На сей раз в рулевых двойках сумел квалифицироваться лишь в утешительный финал B и расположился в итоговом протоколе соревнований на 11 строке.
Завершив спортивную карьеру, с 1989 года занимался тренерской деятельностью, в частности в течение многих лет тренировал гребную команду Университета Теннесси в Чаттануге.